# Darren Elkins
Darren Keith Elkins, född 16 maj 1984 i Portage, är en amerikansk MMA-utövare som sedan 2010 tävlar i organisationen Ultimate Fighting Championship.